# Cicerbita alpina
Espèce
La Laitue des Alpes ou Laiteron des montagnes (Cicerbita alpina) est une espèce de plante à fleurs de la famille des Asteraceae. Elle est parfois aussi appelée Mulgédie des Alpes, ou chicorée de montagne.
Synonyme :
- Lactuca alpina (L.) Benth. & Hook.f., 1876

## Description
La laitue des Alpes est une plante herbacée vivace de hauteur variable pouvant dépasser deux mètres[réf. nécessaire]. Elle compte de nombreux capitules bleu-violet à mauve disposés en grappes. La tige contient une sorte de latex. Les feuilles sont larges, triangulaires et embrassantes par deux oreillettes.

## Habitat
La laitue des Alpes croît dans les bois et les rochers humides en Europe septentrionale et dans plusieurs massifs montagneux européens : Vosges, Jura, Alpes, Massif central, Pyrénées, nord des Apennins. Dans les Alpes, on la trouve entre 800 et 2 200 m d'altitude[réf. nécessaire].

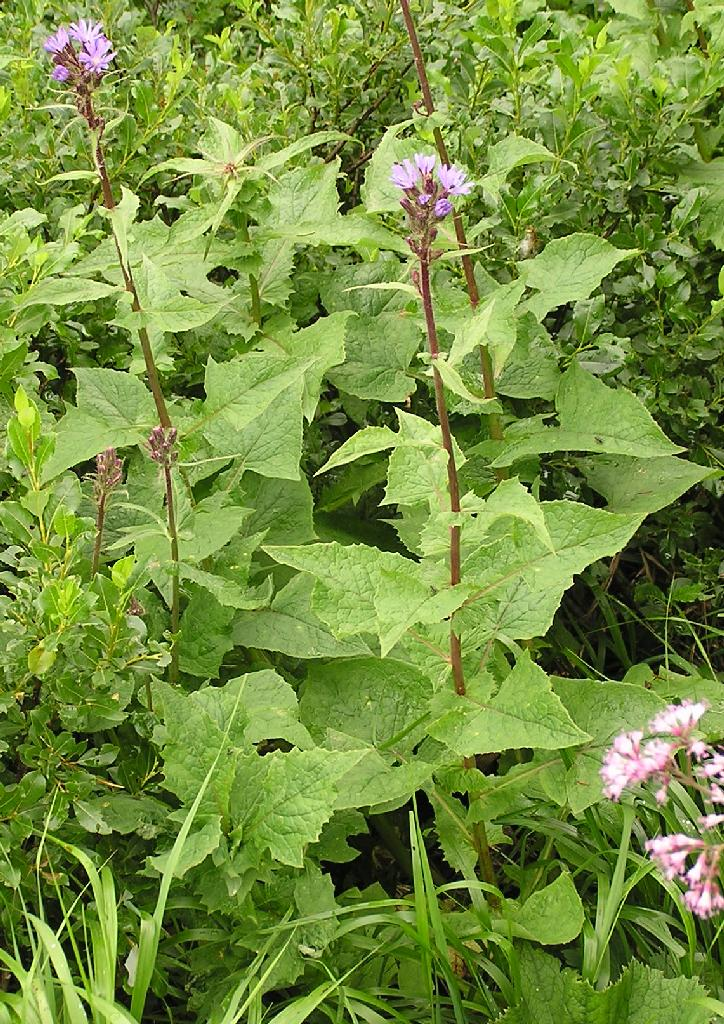
Aspect général.
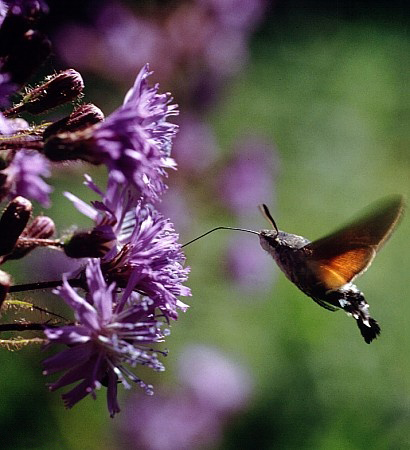
Moro-sphinx aspirant le nectar.
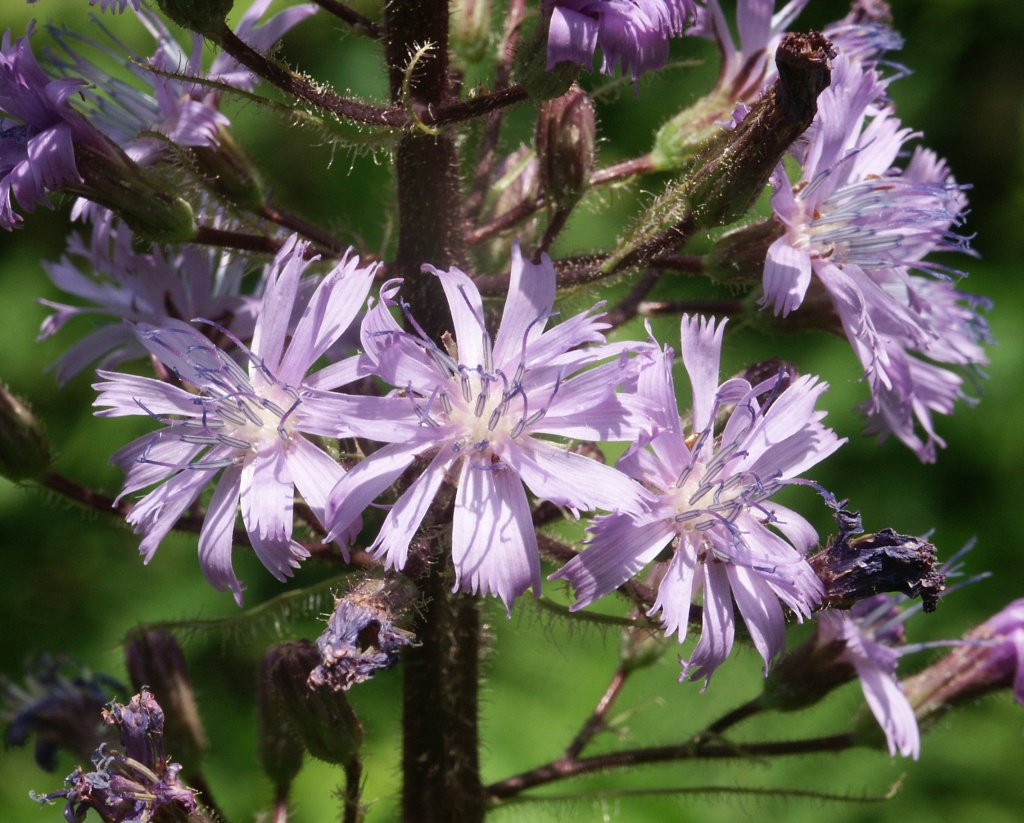
Détail des fleurs.